# Andrija Jambrešić
Andrija Jambrešić (Cesargrad, 20. rujna 1706. – Varaždin, 13. ožujka 1758.), hrvatski katolički svećenik, isusovac, leksikograf.
Njegova djela su vrijedni spomenici hrvatskog kulturnog nasljeđa. 
"Lexicon Latinum..." ima veliki značaj u hrvatskoj povijesnoj znanosti, posebice u proučavanjima iz područja povijesne dijalektologije, komparativne slavistike, leksikografije i leksikologije. Prvotno, to se djelo pripisivalo samo Jambrešiću, međutim u kasnijim znanstvenim analizama se pokazalo da veliki doprinos tom djelu je dao Franjo Sušnik.
Isti višejezični rječnik hrvatsku sastavnicu ima pisanu kajkavskim narječjem.

## Djela
- Andrija Jambrešić - Franjo Sušnik: Lexicon Latinum interpretatione Illyrica, Germanica et Hungarica locuples & index illirico sive croatico-latinus, Typis Academicis societatis Jesu, Zagrabiae, 1742.

## Vanjske poveznice
- Elektronično izdanje rječnika
- http://www.ihjj.hr/oHrJeziku-jambresic.html  Arhivirana inačica izvorne stranice od 29. travnja 2007. (Wayback Machine) Na Institutu za hr.jezik